# Halk tarlósáska
A halk tarlósáska (Chorthippus mollis) a sáskafélék családjába tartozó, Eurázsiában honos sáskafaj.

## Megjelenése
A halk tarlósáska testhossza a hím esetében 13-17 mm, a nőstény 18-22 mm. Kis termetű, karcsú alkatú sáskafaj. Alapszíne igen változatos, többnyire szürkés vagy barnás, ritkán zöldes. A hímek potrohvége gyakran intenzív narancssárga színű. A torpajzs oldalélei mérsékelten vagy erősebben befelé törnek, sötét sávval szegélyezettek. A keskeny szárnyak mindkét nemnél elérik a hátsó térdeket vagy túl is érnek azon. 
Éneke jellegzetes, fokozatosan erősödő, hosszú (10-20 másodperces) surrogó és kattogó cirpelés, mely a végén kissé lassul.

### Hasonló fajok
A közönséges tarlósáska és a zengő tarlósáska külsőre nagyon hasonlít hozzá, de a halk tarlósáska ciripelése hosszabb és a szárnyak túlnyúlnak a térdeken.  

## Elterjedése
Eurázsiában honos a Pireneusoktól egészen Mongóliáig. A Brit-szigetekről és Olaszország nagy részéről hiányzik. Magyarországon elterjedt, gyakori faj. 

## Életmódja
Meleg és száraz, tápanyagszegény talajú legelők, rétek, homokpuszták, sziklagyepek lakója. Néha a nedvesebb, sűrűbb vegetációjú réteken is megtelepszik. Növényevő, főleg füvekkel táplálkozik.  
Viszonylag kései faj, kifejlett egyedeivel július közepétől novemberig találkozhatunk. A nőstény a talajba rakja petéit, viszonylag mélyre, akár 3 cm-re is. Az áttelelő petékből május végén, júniusban kelnek ki a lárvák, amelyek 5-6-szor vedlenek. 

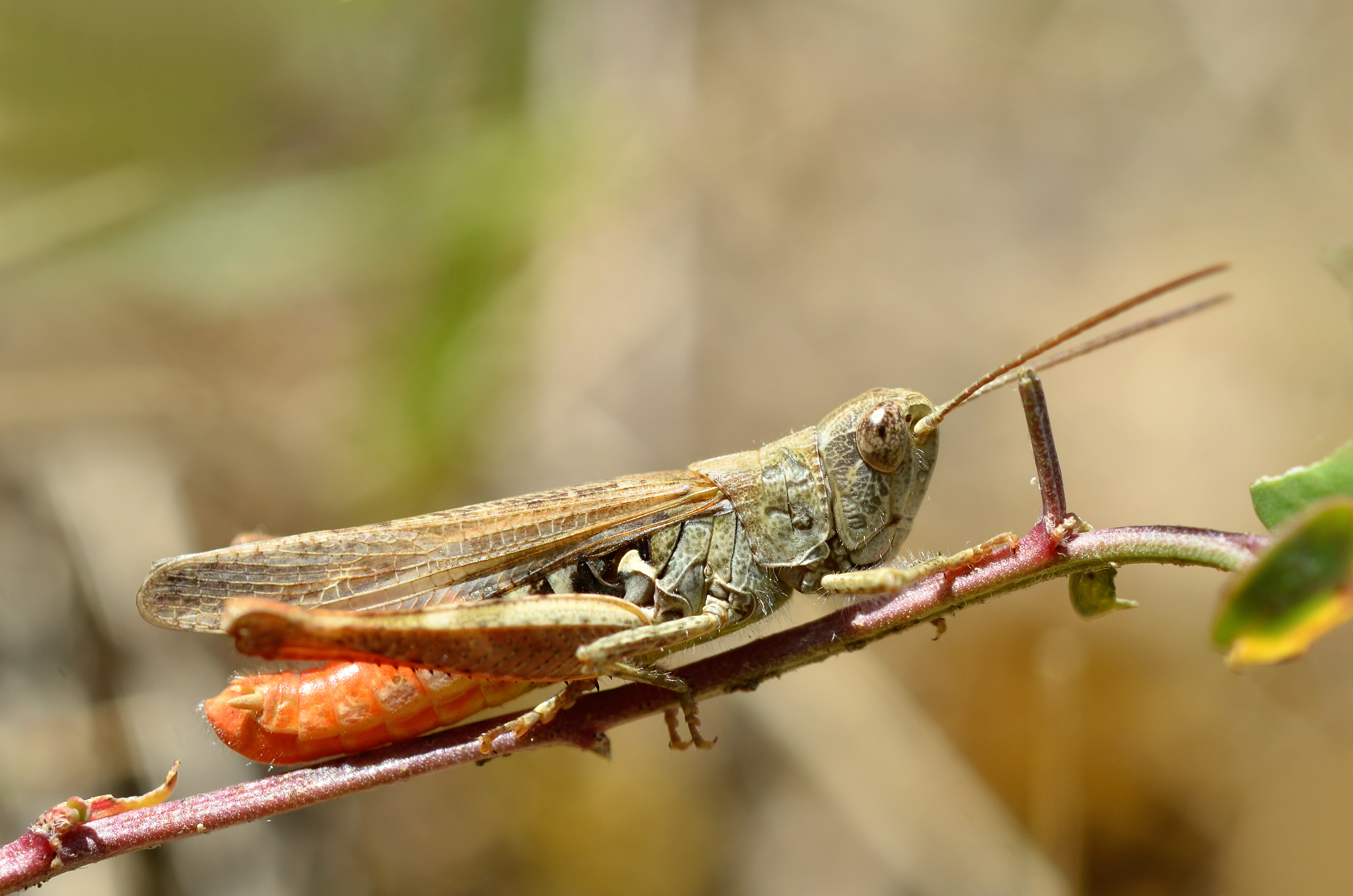
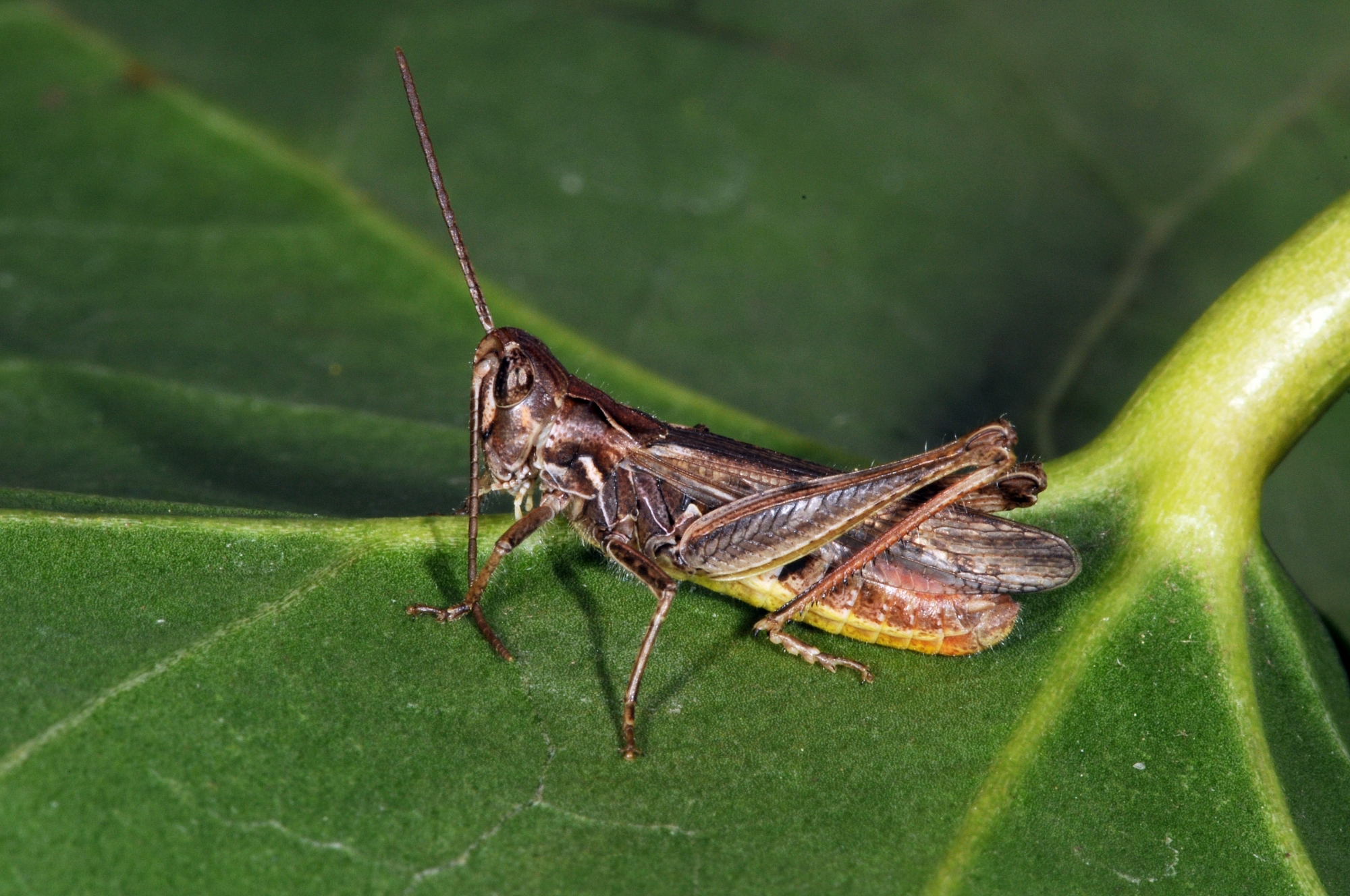
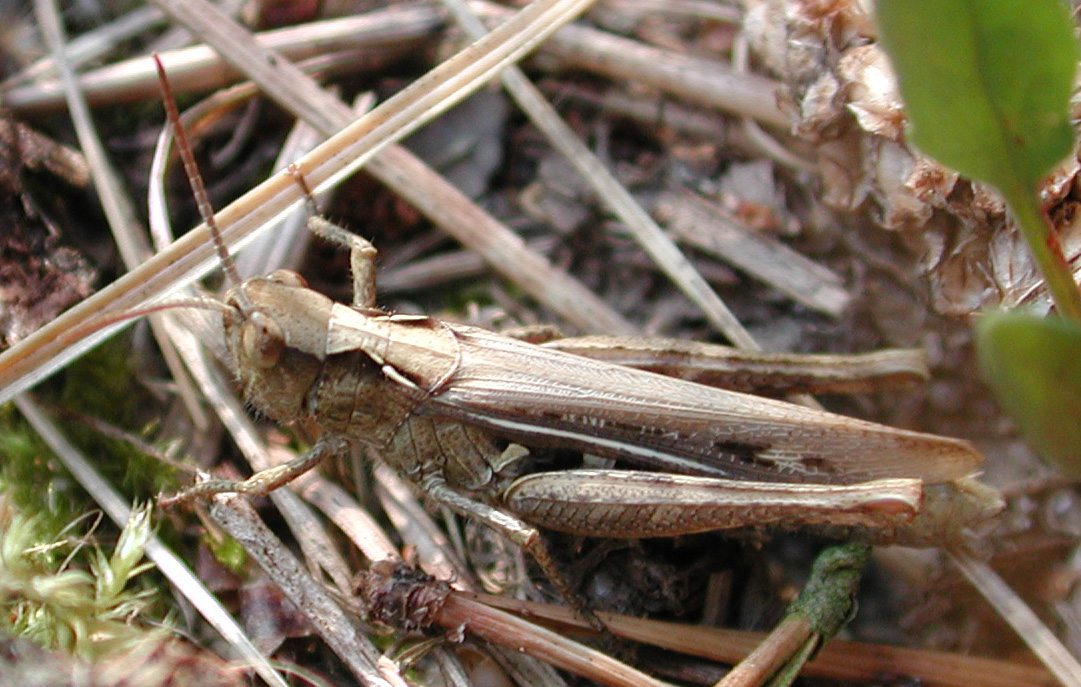
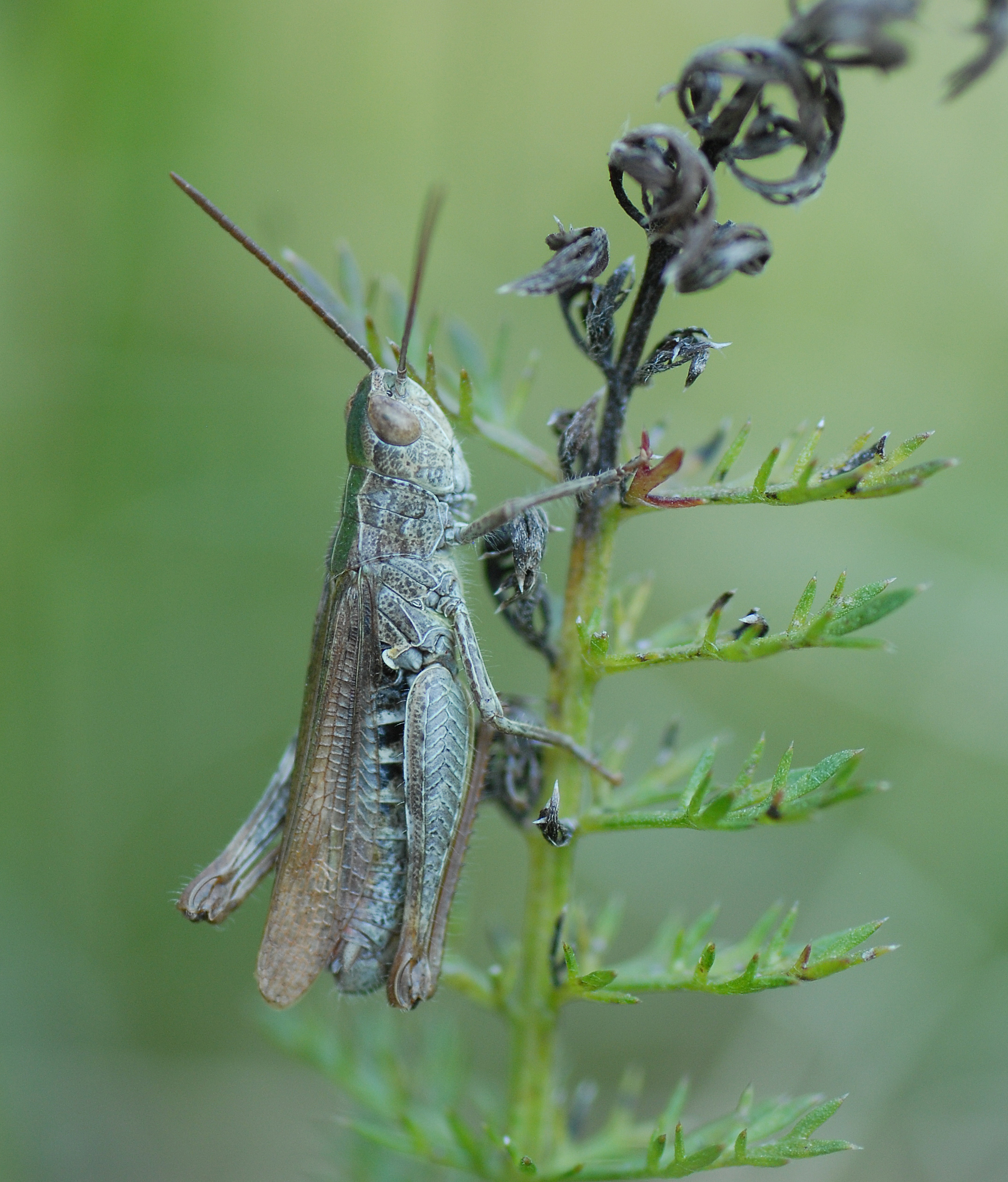

Magyarországon nem védett.